# Ozzmosis
| 전문가 평가          | 전문가 평가 |
| 평가 점수            | 평가 점수   |
| 출처                 | 점수        |
| -------------------- | ----------- |
| AllMusic             | [ 2 ]       |
| Entertainment Weekly | C           |

《Ozzmosis》는 영국의 헤비 메탈 음악가 오지 오스본의 일곱 번째 솔로 스튜디오 음반이다. 파리와 뉴욕에서 프로듀서 마이클 베인혼과 함께 녹음되었으며, 에픽 레코드에 의해 1995년 10월 23일에 발매되었다. 이 음반은 영국 음반 차트에서 22위에 올랐고 미국 빌보드 200에서 4위에 올랐다. 〈Perry Mason〉, 〈See You on the Other Side〉 그리고 〈I Just Want You〉는 싱글로 발매되었다.
1991년 여섯 번째 음반 《No More Tears》가 발매된 후, 오스본은 음악에서 은퇴하겠다고 발표했다. 그러나 그는 1995년에 《Ozzmosis》를 가지고 돌아왔다. 이 작품은 오랜 기타리스트인 잭 와일드는 물론 전 블랙 사바스 베이시스트 기저 버틀러, 드러머 딘 캐스트로노보, 키보디스트 릭 웨이크먼 등이 참여했다. 그 음반은 비평가들로부터 엇갈린 평가를 받았다.
《Ozzmosis》는 2002년에 리마스터드되고 재발행된 많은 오스본 음반들 중 하나이다. 이번 재발행은 보너스 트랙인 〈Whole World's Fallin' Down〉과 〈Aimee〉가 각각 〈Perry Mason〉과 〈See you on the Other Side〉에 B-사이드로 발매되었다. 이 음반은 미국 음반 산업 협회에서 더블 플래티넘을 인증받았으며 300만장 이상이 팔렸다.

## 제작 및 발매
《Ozzmosis》에서 3개의 싱글이 발매되었다. 첫 번째는 1995년 11월, 〈Perry Mason〉으로, 영국 싱글 차트에서는 23위, 《빌보드》 메인스트림 록 차트에서는 3위에 올랐다. 1996년 1월 9일에 발매된 〈See You on the Other Side〉는 미국에서 메인스트림 록 차트에서 5위로, 스웨덴에서는 59위로 차트를 작성했다. 세 번째이자 마지막 싱글인 〈I Just Want You〉는 영국에서 43위로, 미국에서는 메인스트림 록 차트에서 24위로 차트를 작성했다.
이 음반을 지원하기 위해, 오스본과 그의 밴드는 오스본의 이전 투어인 No More Tours Tour를 지칭하는 Retirement Sucks Tour를 완성했는데, 이 투어는 원래 그가 음악에서 은퇴하기 전에 마지막이 될 예정이었다. 이 투어는 8월 26일~28일 몬테레이와 멕시코시티에서 시작되었다. 투어 복귀에 대해 말하면서, 오스본은 "만약 당신이 아내와 비명을 지르는 아이들이 가득한 집에서 3년 동안 매일 집에 머무른다면, 당신도 도로로 돌아가고 싶을 것이다!"라고 농담을 했다. 이 투어는 1996년까지 계속되었다.

## 곡 목록
| #   | 제목                          | 작사·작곡                          | 재생 시간 |
| --- | ----------------------------- | ---------------------------------- | --------- |
| 1.  | 〈Perry Mason〉               | 오지 오스본, 잭 와일드, 존 퍼델    | 5:53      |
| 2.  | 〈I Just Want You〉           | 오스본, 짐 발란스                  | 4:53      |
| 3.  | 〈Ghost Behind My Eyes〉      | 오스본, 마크 허드슨, 스티브 두다스 | 5:11      |
| 4.  | 〈Thunder Underground〉       | 오스본, 기저 버틀러, 와일드        | 6:30      |
| 5.  | 〈See You on the Other Side〉 | 오스본, 레미 킬미스터, 와일드      | 6:10      |
| 6.  | 〈Tomorrow〉                  | 오스본, 와일드, 퍼델, 듀안 바론    | 6:37      |
| 7.  | 〈Denial〉                    | 오스본, 허드슨, 두다스             | 5:12      |
| 8.  | 〈My Little Man〉             | 오스본, 킬미스터, 스티브 바이      | 4:52      |
| 9.  | 〈My Jekyll Doesn't Hide〉    | 오스본, 버틀러, 와일드             | 6:34      |
| 10. | 〈Old L.A. Tonight〉          | 오스본, 와일드, 퍼델               | 4:50      |

## 인증
| 국가                       | 인증        | 판매량/출하량 |
| -------------------------- | ----------- | ------------- |
| 캐나다 (뮤직 캐나다)       | 플래티넘    | 100,000^      |
| 일본 (RIAJ)                | 골드        | 100,000^      |
| 미국 (RIAA)                | 2× 플래티넘 | 2,000,000^    |
| ^출하량을 기반으로 한 인증 |             |               |